# Eco101
ECO101 CONCESSIONÁRIA DE RODOVIAS S/A, mais conhecida como  Eco101, é uma concessionária de rodovias brasileira fundada em 2013, responsável pela gestão de 475,9 quilômetros da BR-101, no trecho compreendido entre o a divisa do estado do Rio de Janeiro com o Espírito Santo até o entroncamento com a BA-698, no estado da Bahia. Seu controle acionário pertence à EcoRodovias, Grant Concessões e Participações Ltda e Centauros Participações Ltda.
A concessão para administrar e conservar a BR-101 por 25 anos foi obtida em leilão realizado em 18 de janeiro de 2012, onde a proposta foi a vencedora entre as 8 apresentadas.  O contrato de concessão foi assinado em 17 de abril de 2013, após uma longa disputa judicial envolvendo a vencedora do leilão e o consórcio Rodovia Capixaba, que ficou em segundo lugar na disputa e questionou o plano de negócios apresentado pela EcoRodovias, o que atrasou a assinatura em um ano. O contrato prevê investimentos de R$ 2,14 bilhões e a responsabilidade pela administração, manutenção, recuperação e outras melhorias na BR-101  divisa do estado do Rio de Janeiro com o Espírito Santo até o entroncamento com a BA-698.
A concessionária em questão se nega a cumprir o objetivo principal do contrato que é duplicar a rodovia até o fim da concessão.
Nós primeiros 5 anos de concessão metade da rodovia deveria estar duplicada, o que não ocorreu. A concessionária enviou à ANTT novo plano de obras em que prevê a duplicação de apenas 12 Km da Br-101 até 3 anos após o fim do contrato de concessão e criação de cerca de 50 Km de faixa adicional nos trechos em que julgar necessário.  http://www.gazetaonline.com.br/noticias/cidades/2017/08/eco101-diz-que-vai-duplicar-br-so-nao-diz-onde-1014093488.html 

## Cidades Abrangidas
O percurso do trecho sob concessão compreende municípios localizados no Espírito Santo (estado) e Bahia. São eles:

### Espírito Santo
- Pedro Canário
- São Mateus
  - Acesso a Guriri, distante 13 km
  - Acesso a Conceição da Barra, distante 21 km
  - Acesso a Boa Esperança, distante 51 km
  - Acesso a Governador Valadares e a Belo Horizonte pela BR-381
- Linhares
  - Acesso a Colatina via ES 258 (margeando o Rio Doce)
- João Neiva
  - Acesso a Colatina , distante 50 km via BR-259
- Ibiraçu
  - Acesso a Aracruz , distante 11 km
- Fundão
  - Acesso a Santa Teresa distante 32 km.
  - Acesso ao distrito de Praia Grande, distante 35 km.
- Região Metropolitana de Vitória
  - Acesso a Vitória e Vila Velha; via Rodovia das Paneleiras (antiga Reta do Aeroporto).
  - Acesso a Serra; Corta vários bairros do município. Dá acesso aos bairros Laranjeiras, Jacaraipe, Carapina, Novo Horizonte e Bairro de Fátima.
  - Acesso a Viana via BR 262
  - Acesso a Cariacica (o trecho entre os municípios de Serra e Cariacica é conhecido como Rodovia do Contorno, considerada uma das mais perigosas do estado do Espírito Santo. Atualmente o trecho está duplicado, mas há risco de assaltos, pois o trecho corta vários bairros violentos da Grande Vitória como o bairro Nova Rosa da Penha em Cariacica. A recomendação que durante viagens noturnas, os motoristas optem passar pelo Centro de Vitória, na capital capixaba.
  - Acesso a Guarapari - distante 10 km via Rod. Jones Santos Neves.
- Iconha
- Rio Novo do Sul
  - Acesso a Itapemirim (Sede do município e praias de Itapemirim e Marataízes)
- Itapemirim (Safra : acesso aos municípios de Cachoeiro do Itapemirim, Itapemirim e Marataízes)
- Presidente Kennedy
- Atílio Vivacqua
- Mimoso do Sul

### Bahia
- Mucuri
  - Acesso a Nanuque, Teófilo Otoni e a BR 116 (via BR 418, lado direito).
  - Acesso a Prado via BR 418 (lado esquerdo).

## Praças de pedágio
São sete as praças de pedágio ao longo do trecho concedido a Eco101. Elas estão situadas nos seguintes pontos: 
| Pedágio | km    | UF | Localidade/Município                    | Sentido      |
| ------- | ----- | -- | --------------------------------------- | ------------ |
| 1       | 2,0   | ES | Pedro Canário                           | Bidirecional |
| 2       | 86,7  | ES | São Mateus/Jaguaré                      | Bidirecional |
| 3       | 168,1 | ES | Linhares/Aracruz                        | Bidirecional |
| 4       | 242,2 | ES | Serra                                   | Bidirecional |
| 5       | 318,4 | ES | Vila Velha/Guarapari                    | Bidirecional |
| 6       | 396,7 | ES | Rio Novo do Sul/Cachoeiro de Itapemirim | Bidirecional |
| 7       | 449,0 | ES | Mimoso do Sul                           | Bidirecional |